# Autodafé

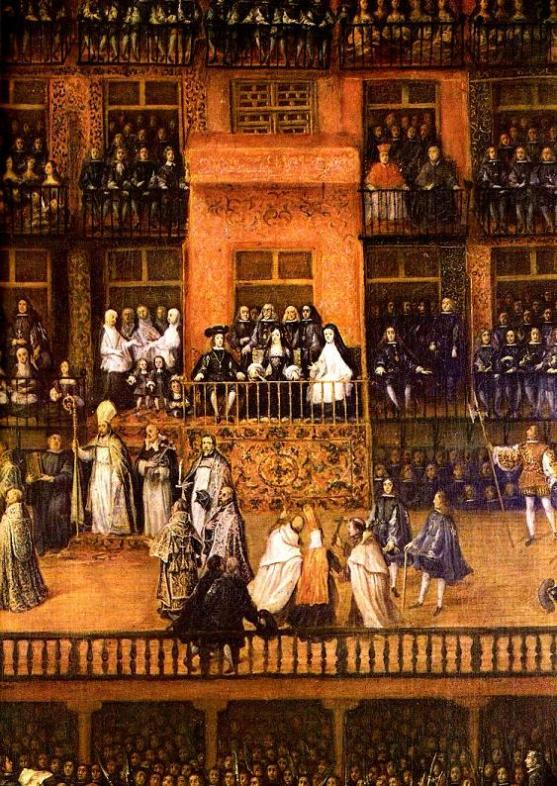
1680. június 30. II. Károly spanyol király és első felesége Marie Louise d'Orléans és a királynő anyja egy autodafét néz, a madridi Plaza Mayor erkélyéről. Prado, Madrid

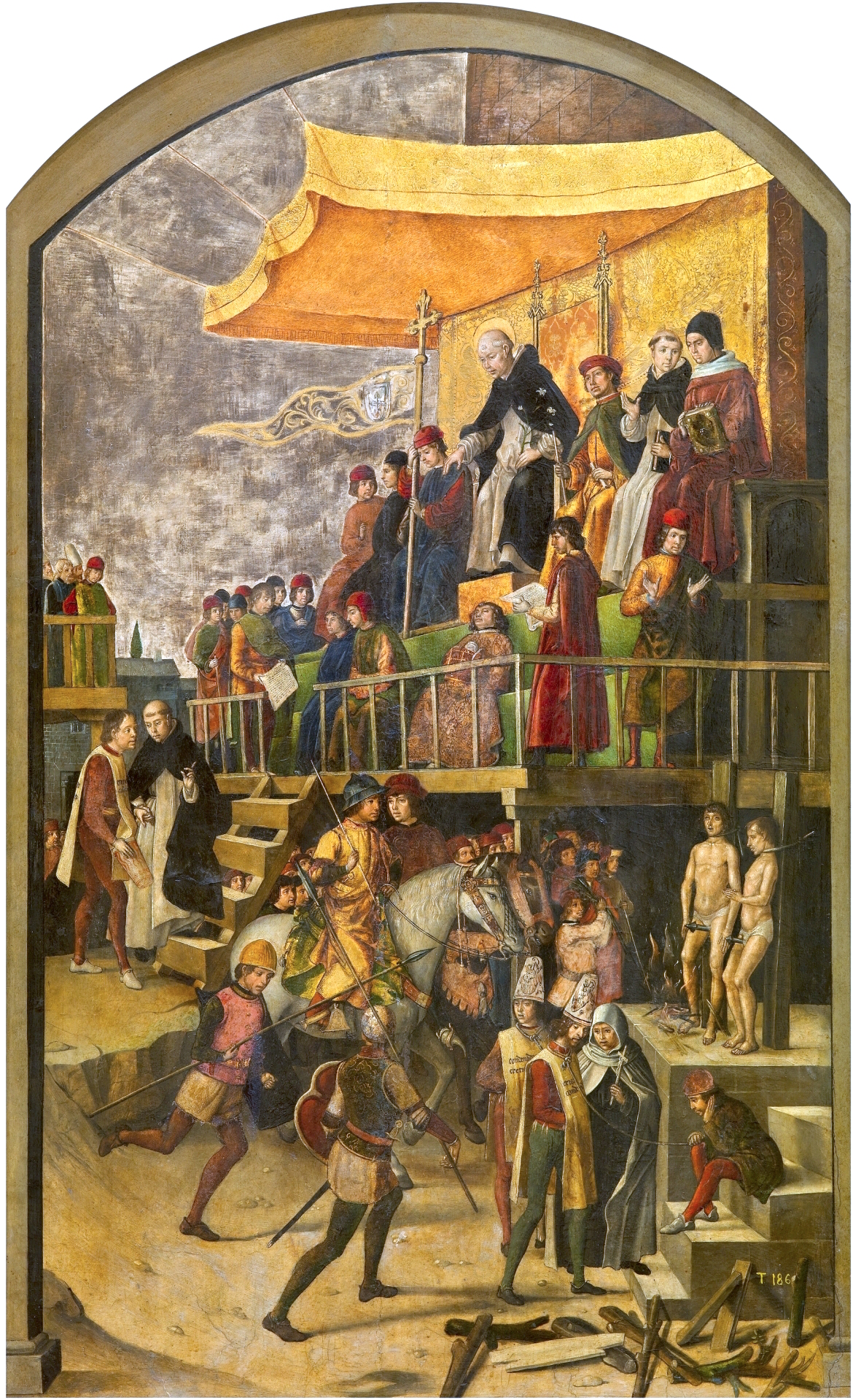
Pedro Berruguete: Autodafé. Szent Domonkos egy autodafén elnököl. Bár később a domonkosok irányították az inkvizíciót, a rendalapító ilyen tevékenységben nem vehetett részt, mivel az inkvizítori tisztséget először 1231-ben vezették be.

Az autodafé (spanyolul: auto de fe, portugálul: auto-da-fé, latinul: actus fidei) a keresztény egyház ítélkezési módja volt a középkorban. Az autodafé értelmező szótár szerinti meghatározásai: "hitcselekmény, hitítélet”, „hitbeli aktus”, „szent színjáték”.

## Jelentése
Ezzel a kifejezéssel illették a spanyol és portugál inkvizíció (latinul inquisitio haereticae pravitatis magyarul a tévelygő eretnekség kinyomozása) által eretnekséggel (a görög αἵρεσις haireszisz ’eretnekség’ szó eredeti jelentése: „választás, döntés”) vádoltak és halálra ítéltek ünnepélyes körmenetét, de ez volt a neve a halálos ítélet végrehajtásának is. A középkori római katolikus egyház az egyház filozófiai, de nem feltétlenül teológiai nézeteivel szembenálló személyeket nevezte eretneknek.
Kezdetben az autodafé az eretneket elítélő ítéletnek a nyilvános és ünnepélyes felolvasását jelentette ugyan, amit mindig kivégzés követett. Az ünnepélyes ítélethirdetés gyakran nem azonnal követte a vizsgálat lezárását, hogy az eseményre a hívek nagyobb tömegben gyűlhessenek össze, megünnepelve az áldozatok kivégzését, ezáltal a katolikus egyház diadalát.

## Története
A kivégzésre szánt eretnekekkel történő körmeneteket a pünkösd és az advent közti egyik vasárnapon, de leginkább mindenszentek napján tartották. Napfelkeltekor megkondult a főtemplom nagy harangja, jelezvén a borzasztó látványosságot, melyre a nép nagy tömegekben tódult, abban hitben élve, hogy az autodafénak puszta megszemlélése is érdemeket szerez neki isten előtt és a legelőkelőbb férfiak is tisztességet találtak abban, ha e kivégzéseknél mint a szent törvényszék poroszlói szerepelhettek. Az ünnepélyesség emelésére legtöbbször megjelent a király is az udvarával. A menetet a domonkos-rendi barátok nyitották meg, az inkvizíció zászlajával. Utánuk a megtértek lépkedtek, akiket a törvényszék csak vezeklésre ítélt, majd ezek után a halálra ítélt eretnekek vonultak mezítláb, san benitóba, szűk tunikába és hegyes sipkába öltöztetve, mögöttük a megszökött eretnekek képmásait vitték a templomba, ahol a halálra ítélteket, kezükben kioltott gyertyával egy feszület elé állították, hogy meghallgassák halálos ítéletüket. Ezt kihirdetve, az elítélteket átadták a világi hivatalnoknak, aki őket megbilincseltette, a zárkába visszaszállíttatta, hogy onnan a kivégzés helyére vitesse. Mielőtt az inkvizíció embere átadta volna a halálraítélteket a világi hivatalnoknak, öklével mindegyik elítéltnek a mellére ütött, annak jeléül, hogy az inkvizíció ezzel már átszolgáltatja őket a világi hatalomnak. Ha a halálra ítéltek a végrehajtás előtt visszavonták és megtagadták eretnekségüket, akkor enyhítésül csak kötéllel fojtották meg őket, ellenkező esetben azonban elevenen megégették, velük együtt tűzre vetve a megszökött vádlottak képmásait és a korábban elhaltak tetemeit is. Ezeket a tömeges kivégzéseket 1481-től kezdve hajtották végre a legnagyobb számban, és a legfényesebb autodafé az volt, melyet 1680-ban, II. Károly spanyol király alatt Madridban tartattak.
Autodafékat a 19. században már nem tartottak, az utolsókat a 18. század vége felé rendezték. Habár 1826. július 26-án Valenciában felakasztották Gayetano Ripoll népiskolai tanítót, akit azzal vádoltak meg, hogy tanulóinak megtiltotta a templomba járást, az imádkozást, az áldozást és a gyónást. Ripoll volt a három évszázadon át tomboló spanyol inkvizíció utolsó áldozata. Az 1834-ben közzétett hivatalos jelentések szerint, egyedül Spanyolországban 1481-1808 között 34 658 embert végeztek ki nyilvánosan vagy titokban és 288 214-et ítéltek életfogytig való börtönre, vagy küldtek gályarabságra.